# Bodorová
Bodorová este o comună slovacă, aflată în districtul Turčianske Teplice din regiunea Žilina. Localitatea se află la altitudinea de 464 m deasupra n.m., se întinde pe o suprafață de 5,11 km2 și în 2017 număra 232 de locuitori. Se învecinează cu comuna Malý Čepčín.

## Istoric
Localitatea Bodorová este atestată documentar din 1265.

## Demografie
| An:                | 1994 | 2004    | 2014   | 2024   |
| ------------------ | ---- | ------- | ------ | ------ |
| Număr de persoane: | 211  | 261     | 243    | 240    |
| Diferență:         |      | +23,69% | −6,89% | −1,23% |

| An:                | 2023 | 2024   |
| ------------------ | ---- | ------ |
| Număr de persoane: | 235  | 240    |
| Diferență:         |      | +2,12% |